# 코바야시 카나
코바야시 카나(小林 香菜, 1991년 5월 17일 - )는 일본 여성 아이돌 그룹 전 AKB48 팀B의 멤버이다.
사이타마현 출신, 플래티넘 프로덕션 소속. 마에다 아츠코와 절친이다.

## 내력
2016년
- 3월 31일, 극장 공연을 기해 AKB48 팀B 졸업.

## 참가 유닛곡

### teamK 1st Stage 「파티가 시작된다」공연
1. 스커트 휘날리며

### teamK 2nd Stage 「청춘걸즈」공연
1. 빗속의 동물원

### teamK 3rd Stage 「뇌속 파라다이스」공연
1. 쿠루쿠루파

### 해바라기조 1st Stage 「나의 태양」공연
1. 아이돌이라고 부르지마

※ 카사이 토모미의 스탠바이

### 해바라기조 2nd Stage 「꿈을 포기해서는 안돼」공연
옆의 바나나
※ 카사이 토모미의 스탠바이

### teamK 4th Stage 「마지막 벨이 울린다」공연
1. 16인 자매의 노래

## 출연

### 텔레비전
- AKB0시59분! (2008년 4월 7일 - 28일 · 6월 2일 - 23일, 니혼 TV)
- AKB48네모우시테레비 (2008년 10월 5일 - 12일, 패밀리 극장)

### 라디오
- 카운트다운 재팬 (2006년 9월 30일 · 12월 30일, TOKYO FM)
- ON8 (2008년 11월 3일, bayfm)

### 드라마
- 마지스카 학원 (2010년 3월 26일, TV 도쿄)
- 마지스카 학원 2 (2011년 7월 1일, TV 도쿄)

### CM
- 리쿠르트 (2008년「꽃이 피는 프로젝트 AKB48편」)